# Bridgeyate
Bridgeyate – osada w Anglii, w hrabstwie ceremonialnym Gloucestershire, w dystrykcie (unitary authority) South Gloucestershire. Leży 9 km na wschód od miasta Bristol i 163 km na zachód od Londynu.